# Deutsche Börse
Deutsche Börse AG és una empresa alemanya especialitzada en operacions borsàries. Gestiona el mercat borsari, per intercanvi d'accions o valors o productes derivats. Ofereix també serveis d'intermediari financer i mobiliari. Va ser fundada a finals del 1992. També proveeix serveis relacionats amb transaccions financeres com l'atorgament d'accessos als inversors i companyies als mercats de capitals.

## Descripció

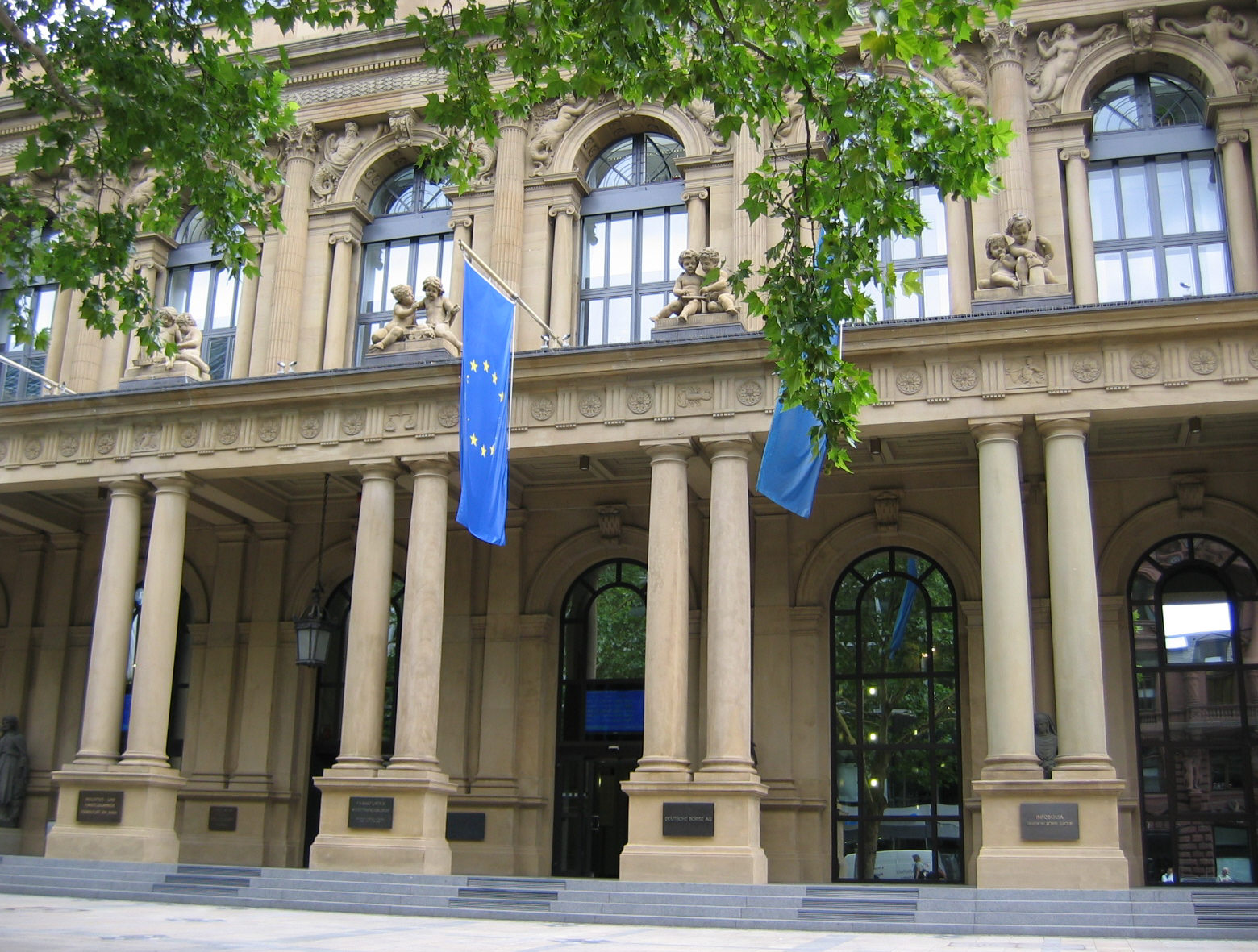
Edifici de la Borsa de Frankfurt.

Ocupa més de 3.200 persones a Europa, els Estats Units i Àsia. Té filials a Alemanya, a Luxemburg, a la República Txeca, Suïssa i Espanya. Té també representants a Londres, París, Chicago, Nova York, Hong Kong i Dubai.
Opera la Borsa de Frankfurt, que és una de les més grans del món, de Xetra i d'Eurex.

## Història
Des de l'existència de Deutsche Börse hi ha hagut intents de fusions i adquisicions amb la Borsa de Londres des de 2001 fins a 2004 i amb Euronext el 2006.

## Filials
- Clearstream Internacional és una filial de Deutsche Börse.